# Louise Abel
Pour les articles homonymes, voir Abel (homonymie).

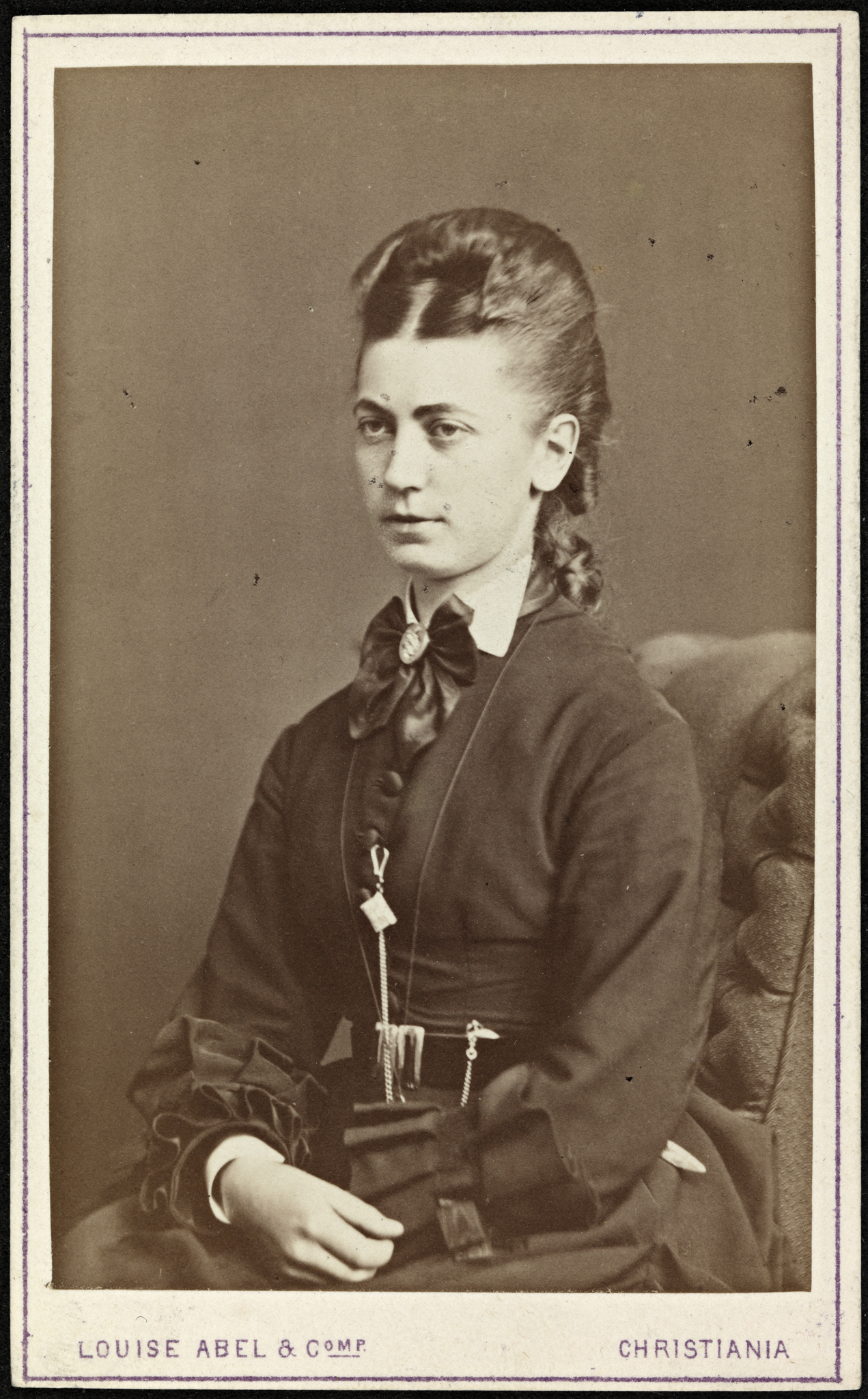
Agnes Lie, photo-carte de Louise Abel.

Louise Abel, née à Goldberg le 5 novembre 1841 et morte le 2 mai 1907, est une photographe norvégienne d'origine allemande qui, à partir de 1864, avec son mari Hans Abel, a dirigé un studio et une entreprise de fournitures photographiques à Christiania, l'actuelle Oslo.

## Biographie
Née à Goldberg, dans le Grand-Duché de Mecklembourg-Schwerin le 5 novembre 1841, Louise Doris Sophie Pauline Abel est la fille du photographe Ludwig Gustav Kleffel (1807–1885) et d'Emilie Fredenhagen (1816–1895). En 1863, le pharmacien norvégien Hans Abel est allé à Goldberg pour être formé comme photographe par Kleffel. Il y rencontre Louise, également photographe de formation, et l'épouse l'année suivante. Plus tard en 1864, le couple retourne en Norvège et ouvre un studio photographique et une entreprise de fournitures dans le centre de Christiania. Louise Abel dirigeait le studio tandis que son mari s'occupait des ventes de produits chimiques et d'équipements photographiques.
Louis Abel produit des cartes de Noël pour concurrencer les impressions de mauvaise qualité en provenance de l'étranger. Connu sous le nom de L. Abel & Co., le studio est géré par les Abel jusqu'en 1890, date à laquelle il est vendu à Sine Kraft qui y travaillait depuis 1882
Abel est l'une des nombreuses femmes qui ont créé les premiers studios photographiques en Norvège, telles Marie Høeg à Horten, Augusta Solberg à Lillehammer, Louise Wold à Holmestrand et Hulda Marie Bentzen et Agnes Nyblin à Bergen

## Galerie

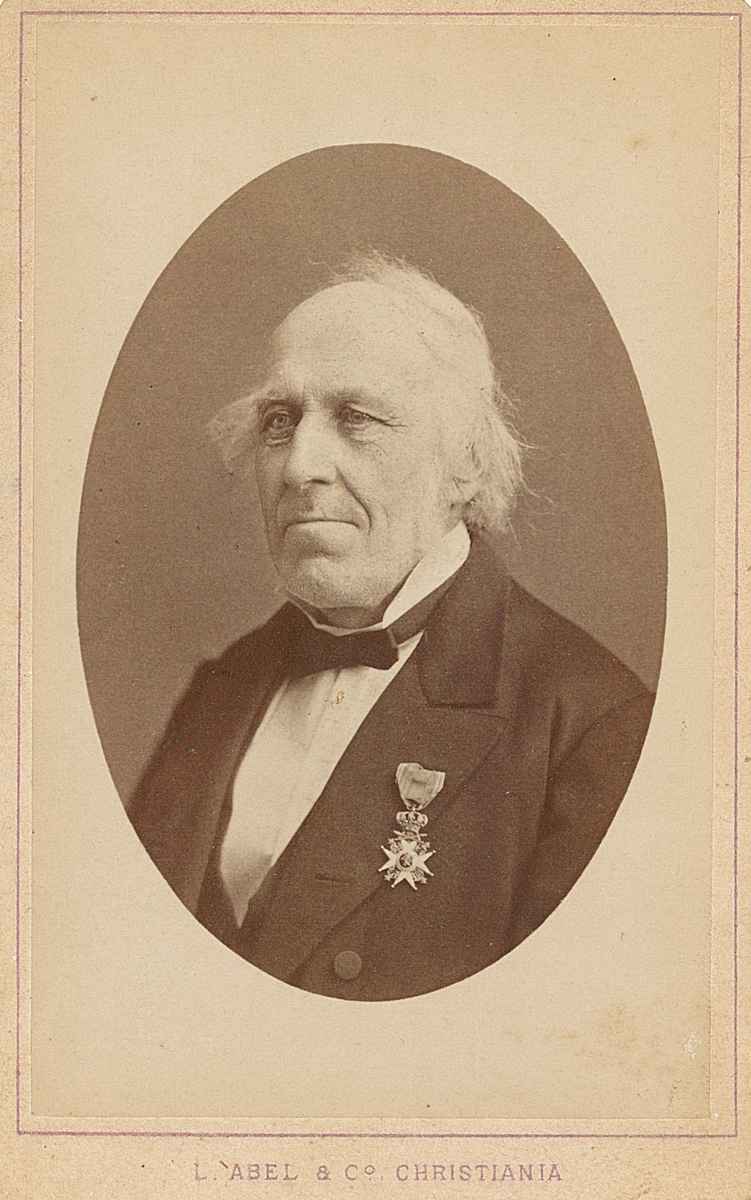
Le compositeur et organiste Ludvig Mathias Lindeman, vers 1870.
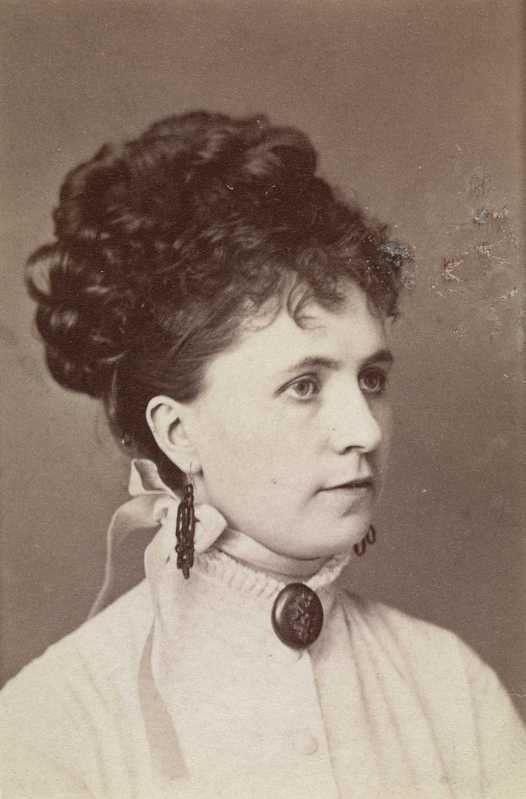
L'actrice suédoise Gurli Åberg (en), 1870-1880.
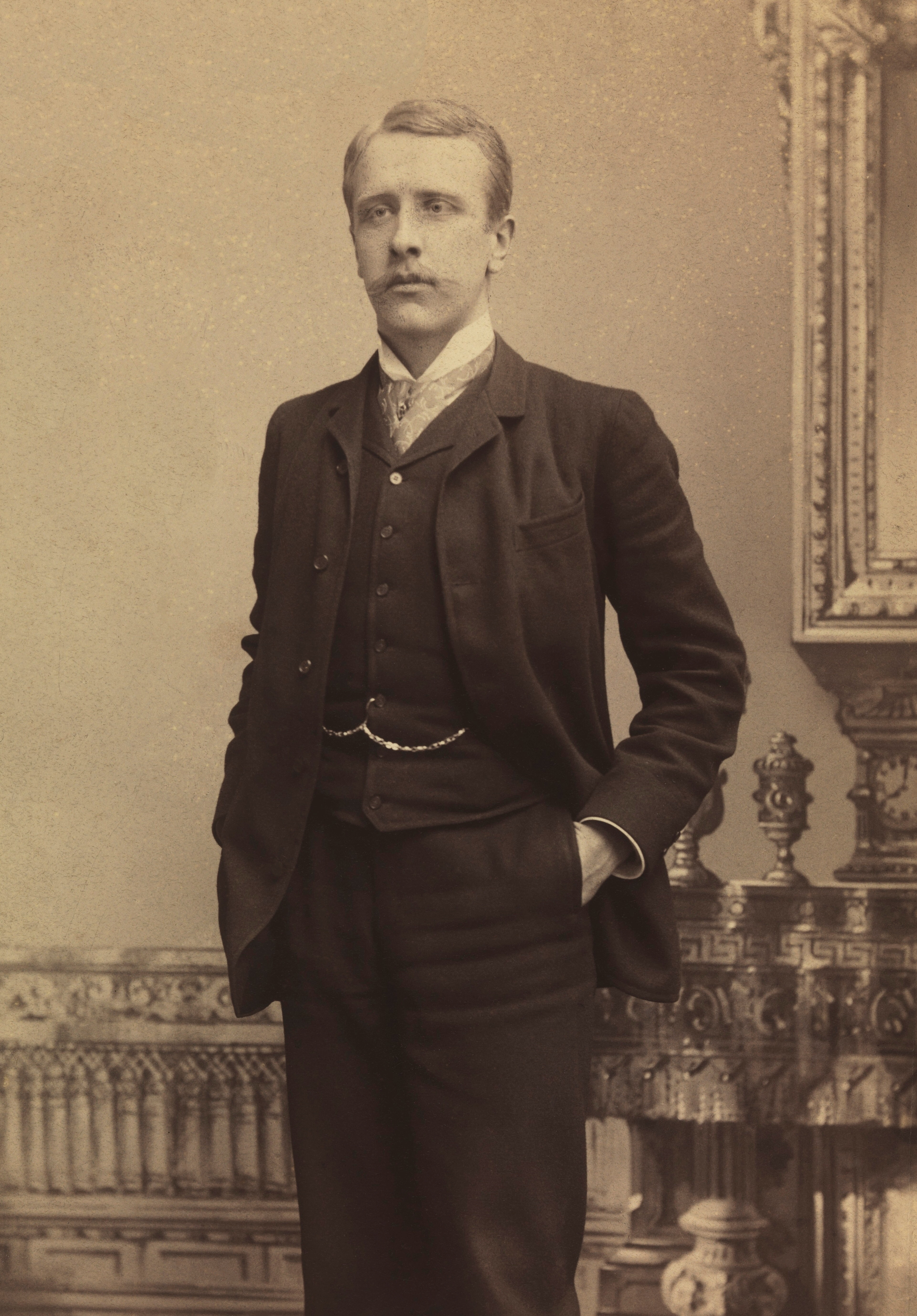
L'avocat Alexander Nansen, vers 1880.
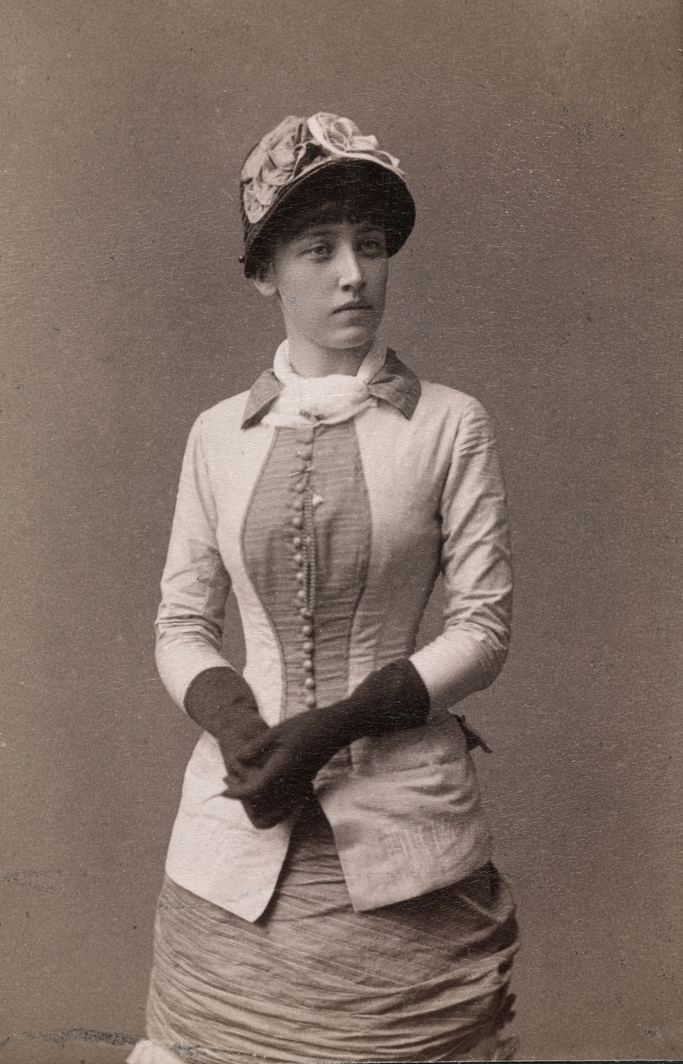
L'actrice Andrea Milly Ihlen, vers 1885.
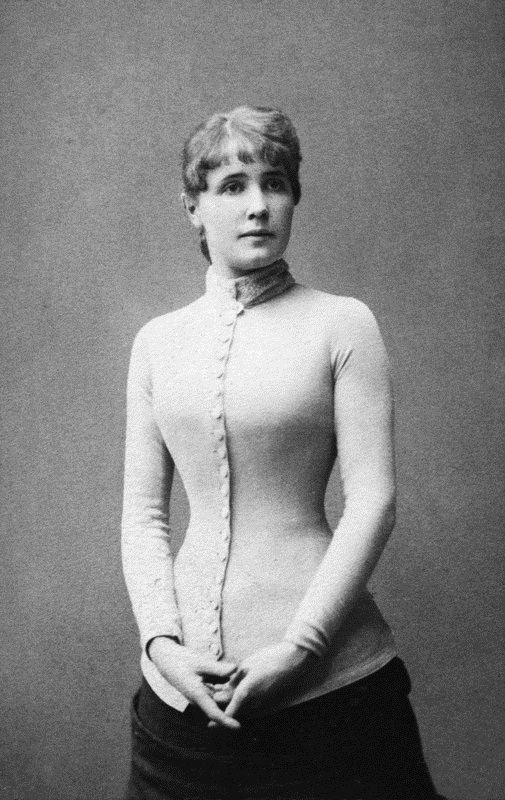
La peintre norvégienne Oda Krohg, vers 1888-1890.
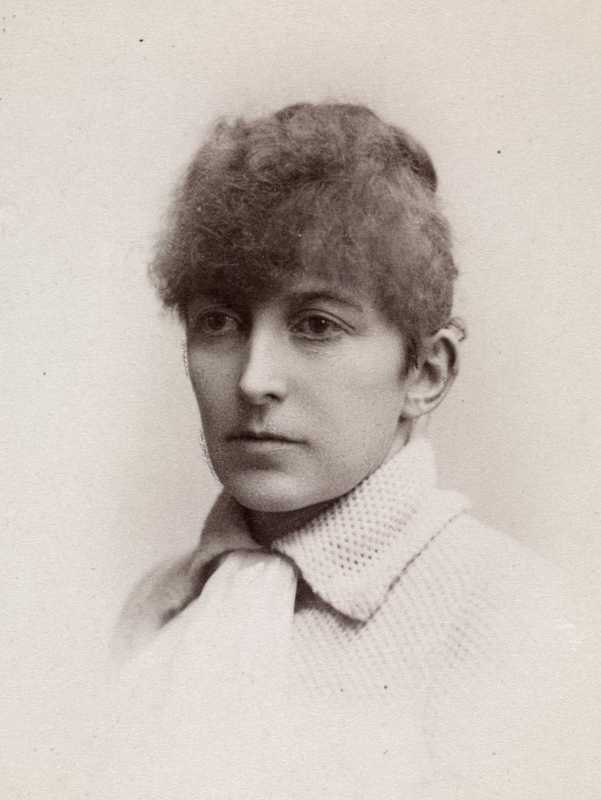
L'actrice et directrice de théâtre norvégienne Thora Hansson (en), vers 1890.
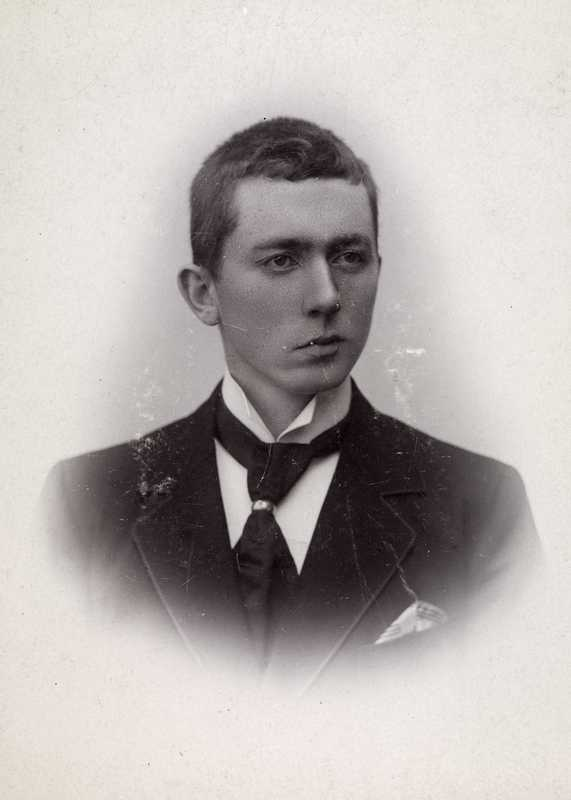
L'architecte Harald Hals, vers 1895-1900.